# День (Микеланджело)
«День» (итал. Il Giorno) — мраморная скульптура, аллегория Дня, созданная Микеланджело в 1520—1534 годах. Скульптура входит в композицию надгробия Джулиано Медичи в Капелле Медичи.

## История создания
Новая сакристия (ризница) была задумана как мемориальная капелла Джулиано Медичи, брата римского папы Льва, и Лоренцо, его племянника, которые умерли молодыми. Это был замысел Льва X, но заказчиком стал папа Климент VII, другой член семьи Медичи, который активно поддерживал этот проект.
Микеланджело работал над скульптурой в 1520 — 1534 гг. Окончательно произведение было доработано в 1534, когда Микеланджело уехал в Рим, не установив скульптуру и не завершив гробницу[а].

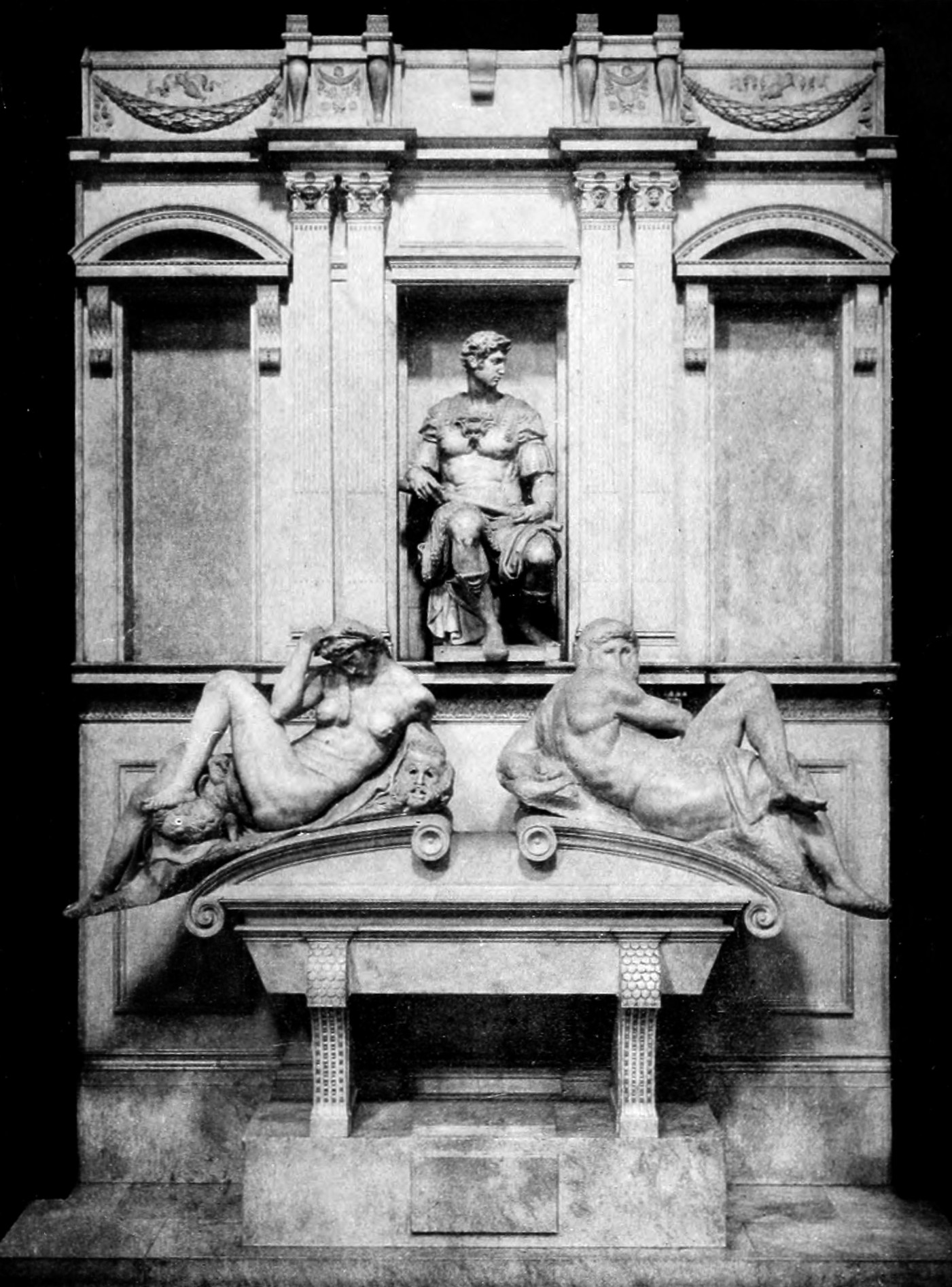
Надгробие Джулиано Медичи. Капелла Медичи (Новая сакристия) церкви Сан-Лоренцо, Флоренция

### Подготовительная модель
Сохранилась терракотовая модель скульптуры, созданная около 1524 года. У модели отсутствует правая стопа, полностью завершена голова, тогда как голова — едва намечена. Лицо модели почти полностью соответствует лицу побеждённого из скульптурной группы «Дух победы» — густые вьющиеся волосы, словно шапка, длинная борода, широкий нос. Также модель более мускулистая в сравнении с законченным произведением. Спина модели завершена, доработана правая рука. Именно такой её запечатлел в своих зарисовках Тинторетто.

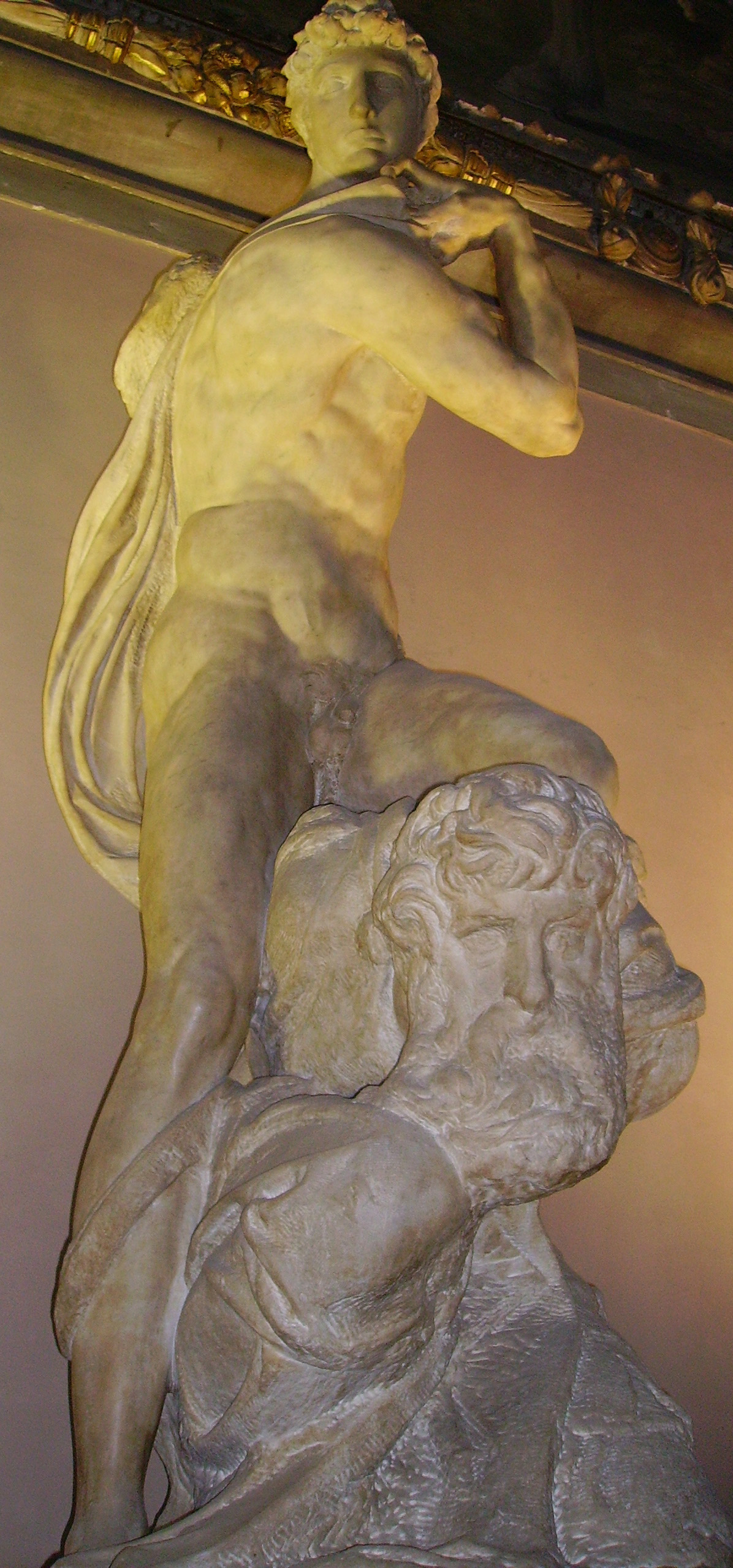
Микеланджело. «Дух победы»

Модель хранится в коллекции Хьюстонского музея изобразительных искусств (Хьюстон, Техас).

## Описание
«День» представляет мускулистую, сильную мужскую фигуру. Уильям Уоллес отметил, что лицо «Дня» «(…) восходит над его же собственным плечом как солнце над мысом». По В. Н. Лазареву, скульптура «(…) напоминает мощную лавину (…) очевидны отголоски титанических образов Сикстинской капеллы». Говард Бенджамин Гиббард (англ. Howard Benjamin Hibbard), писал, что скульптура «(…) еще один вариант „Бельведерского торса“». Как пишет Либман, «День» смотрит «мрачно и недружелюбно, из-за плеча, (…) словно закрываясь от враждебного мира».

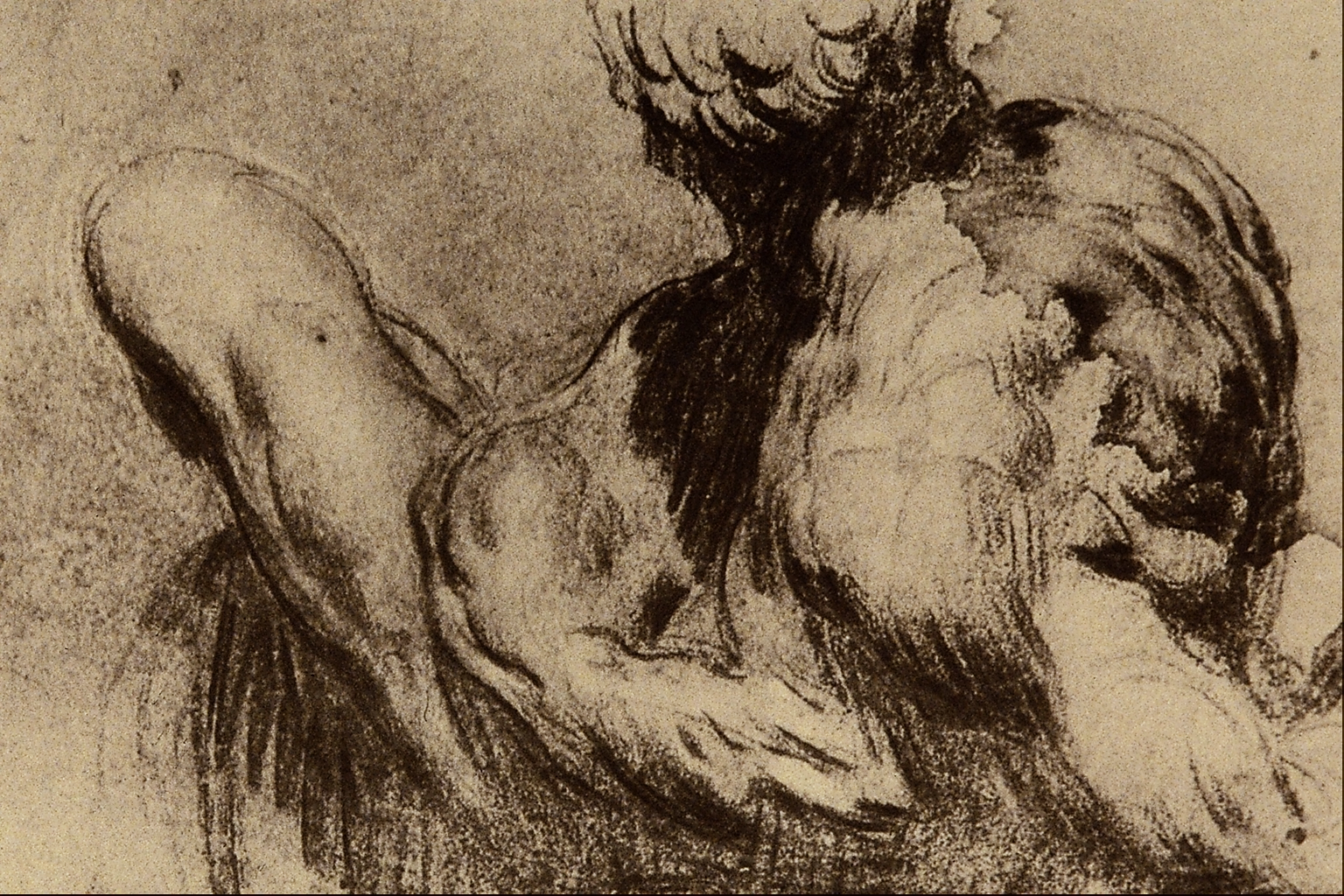
Тинторетто. «День» (эскиз по Микеланджело)

Как и у остальных фигур капеллы, глаза «Дня» слепые — скульптор оставил их без зрачков.
Немецкий историк искусства Герберт фон Айнем приводит мнение Фридриха Кригбаума, что «День», по первоначальному замыслу, тоже должен был быть изображён с характерными атрибутами, в частности, с тиарой (диадемой) солнечных лучей.

## Образ в искусстве

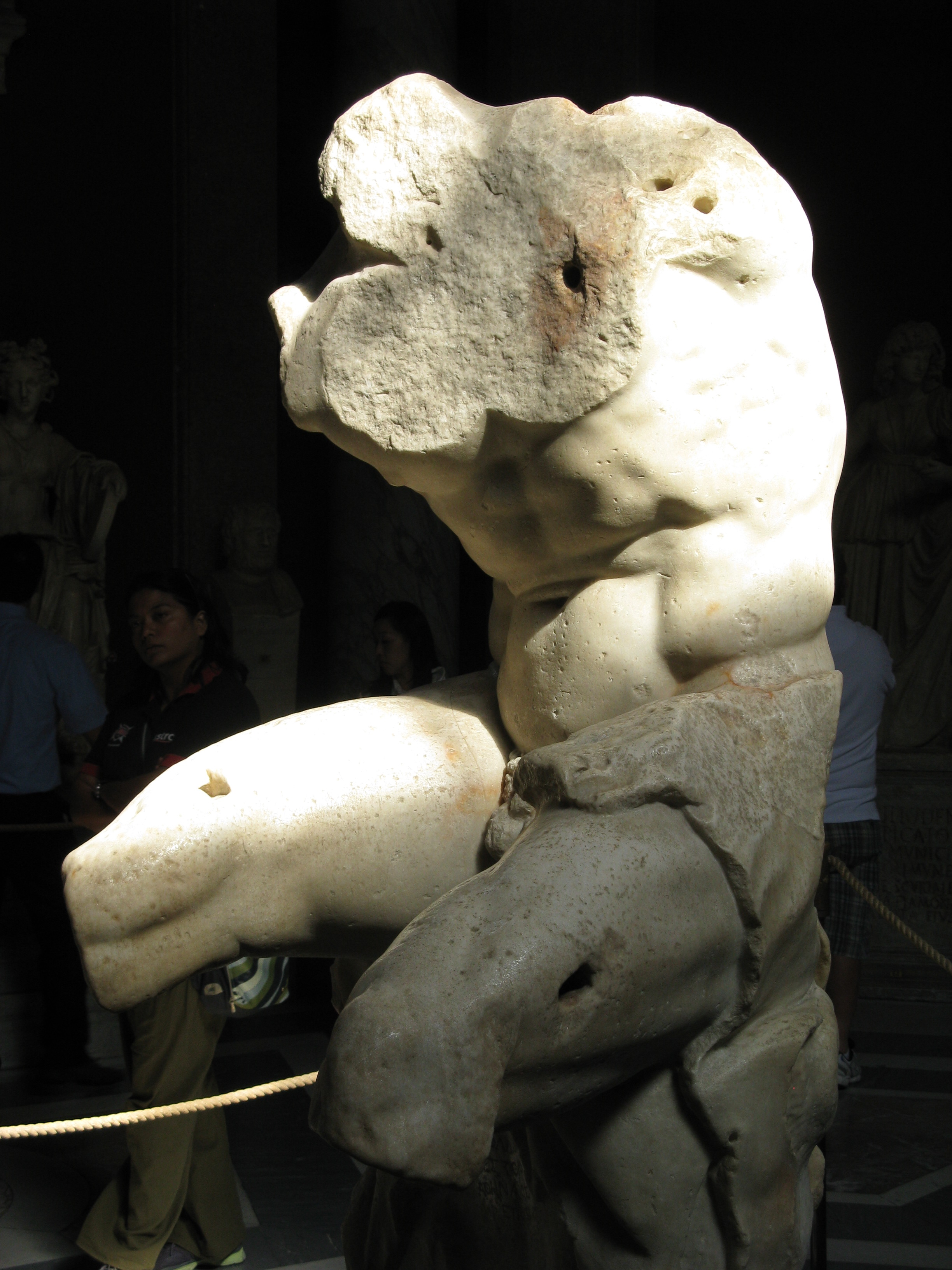
«Бельведерский торс»

В биографическом романе Ирвинга Стоуна «Муки и радости» (1961) о скульптуре написано: 

«(…) мудрого, сильного человека, который узнал все о преходящей боли и наслаждениях жизни, (…) голова была повернута над массивным плечом и предплечьем так, что мускулистый торс подчеркивал спину, которая могла поднять и выдержать на себе весь мир»
Оригинальный текст (англ.)With Day, a wise, strong man who knew every aspect of life's passing pain and pleasure, he carved the head sweeping out over its own massive shoulder and forearm, reflecting in its muscled torso a back that had lifted and carried the weights of the world

В японском аниме-сериале «Эрго Прокси» (2006) все четыре статуи-аллегории выступают советниками правителя города Ромдо (Рим?). Скульптура «День» — персонификация Эдмунда Гуссерля, немецкого философа, основателя феноменологии, работы которого придавали вес субъективному опыту как источнику познания объективных феноменов.